# Janacs Gáspár
Janacs Gáspár, Casparus Janacs, Gašpar Janáč (Zsolna, 1683. március 21. – Kassa, 1748. július 29.) Jézus-társasági áldozópap és tanár.

## Élete
1701. december 7-én lépett be a rendbe Trencsénben. Ugyanitt járt középiskolába, majd a nagyszombati egyetemen tanult. Tanított a grammatikai osztályokban; 1722-től etikát tanított a nagyszombati egyetemen, 1727-től egyházi szónok volt Besztercebányán. Később Kassán működött.

## Munkája
- Imago primi saeculi martyrum Cassoviensum, 1719

## Fordítás
- Ez a szócikk részben vagy egészben  a   Gašpar Janáč című szlovák Wikipédia-szócikk fordításán alapul.  Az eredeti cikk szerkesztőit annak laptörténete sorolja fel. Ez a jelzés csupán a megfogalmazás eredetét és a szerzői jogokat jelzi, nem szolgál a cikkben szereplő információk forrásmegjelöléseként.